# Rake
Rake so naselje v Občini Kostel.